# Julian od Świętego Augustyna
Julian od Świętego Augustyna, właśc. fr. André Martinet Gutiérrez (ur. w 1553 w Medinaceli w Kastylii, zm. 8 kwietnia 1606 w Alcalá) – asceta i jałmużnik, franciszkanin, błogosławiony Kościoła rzymskokatolickiego.
Jego ojciec był Francuzem, a matka Hiszpanką. Wstąpił do Zakonu Braci Mniejszych (przyjmując imię Julian), jednak trzy razy był usuwany i przyjmowany z powrotem. Potem powierzono mu urząd kwestarza. Miał dar uzdrawiania chorych.
Zmarł mając 53 lata w opinii świętości.
Został beatyfikowany przez papieża Leona XII w dniu 23 maja 1825 roku.

## Bibliografia

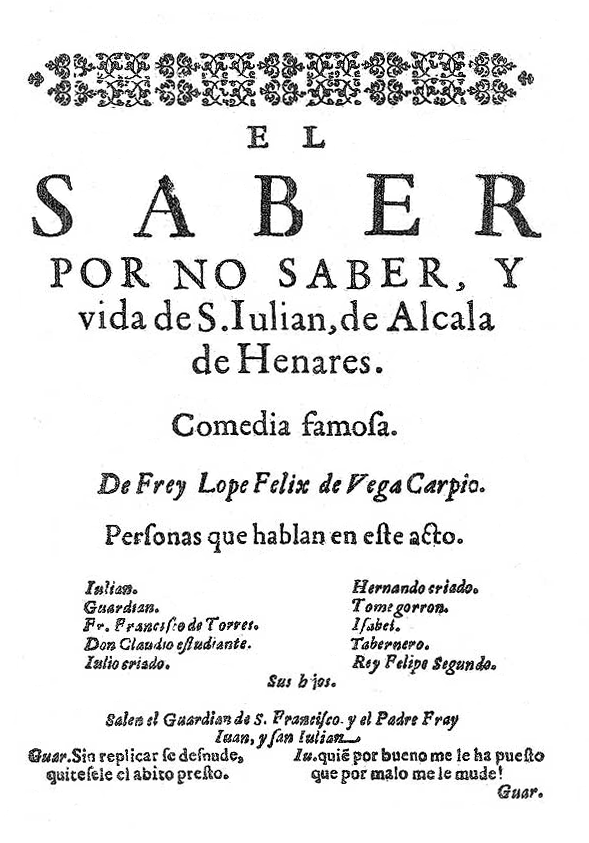
"El saber por no saber, y vida de S. Julián de Alcalá de Henares" (Lope de Vega, 1638).